# Gromadka (gemeente)
De gemeente Gromadka (Duits: Gremsdorf) is een landgemeente in het Poolse woiwodschap Neder-Silezië, in powiat Bolesławiecki.
De zetel van de gemeente is in Gromadka.
Op 30 juni 2004 telde de gemeente 5613 inwoners.

## Oppervlakte gegevens
In 2002 bedroeg de totale oppervlakte van gemeente Gromadka 267,29 km², waarvan:
- agrarisch gebied: 20%
- bossen: 68% (Bory Dolnośląskie)

De gemeente beslaat 20,51% van de totale oppervlakte van de powiat.

## Demografie
Stand op 30 juni 2004:
| Omschrijving                   | Totaal | Totaal | Vrouwen | Vrouwen | Mannen | Mannen |
| ------------------------------ | ------ | ------ | ------- | ------- | ------ | ------ |
| eenheid                        | aantal | %      | aantal  | %       | aantal | %      |
| inwoners                       | 5613   | 100    | 2799    | 49,9    | 2814   | 50,1   |
| bevolkingsdichtheid (inw./km²) | 21     | 21     | 10,5    | 10,5    | 10,5   | 10,5   |

In 2002 bedroeg het gemiddelde inkomen per inwoner 1357,43 zł.

## Administratieve plaatsen (sołectwo)
Borówki, Gromadka, Krzyżowa, Modła, Motyle, Nowa Kuźnia, Osła, Pasternik, Patoka, Różyniec, Wierzbowa.

## Aangrenzende gemeenten
Bolesławiec, Chocianów, Chojnów, Przemków, Szprotawa, Warta Bolesławiecka